# حیات وحش بنین

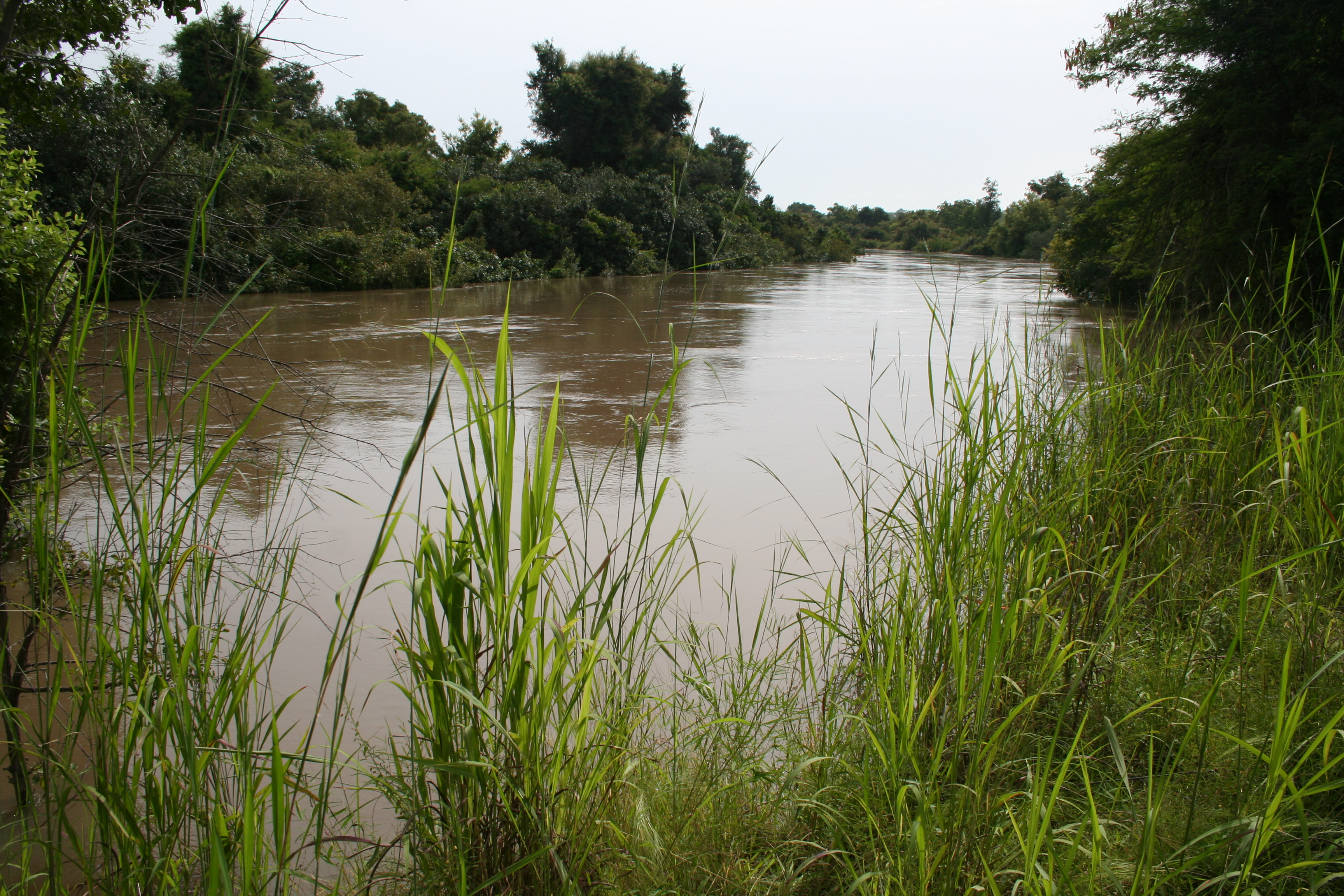
عکسی از رودخانه بنین

بنین دارای منابع متنوعی از حیات وحش شامل گیاگان و زیاگان است که عمدتاً در دو منطقه محافظت‌شده مجاور پارک ملی پنجاری و پارک ملی دابلیو هستند. اولی برای گونه‌های متعدد پرنده مشهور است و دومی غنی از پستانداران و گونه‌های شکارچی است. علاوه بر اینها، بسیاری ذخیره‌گاه‌های جنگلی دیگر در این کشور شناخته‌شده هستند اما به‌راحتی قابل دسترسی و به‌خوبی محافظت‌شده نیستند یا منابع حیات وحش آنها به‌اندازه کافی بررسی نشده‌اند. ناحیه محافظت‌شده بنین که به‌شکل یک سامانه ناحیه محافظت‌شده ملی تعریف می‌شود، در شمال بنین قرار و غالباً بوم‌سازگان گرم‌دشت جنگلی دارد. این ناحیه ۱۰٫۳ درصد کشور را در بر می‌گیرد و بخشی از مجموعه دابلیو-آرلی-پنجاری (WAP) است که ۴۳ درصد آن در بنین، ۳۶ درصد در بورکینافاسو و ۲۱ درصد آن در نیجر است.